# 엠파이어 남우주연상
엠파이어 남우주연상(영어: Empire Award for Best Actor)은 영국의 잡지 《엠파이어》에서 매년 주최하는 엠파이어상의 부문 중 하나로, 그 해 공개된 영화에서 주연을 맡은 가장 뛰어난 남자 배우에게 수여되는 상이다. 수상자는 《엠파이어》지 구독자들의 투표로 정해진다. 1996년 제1회 엠파이어 시상식 때부터 수여되었으며 첫 수상자는 《조지 왕의 광기》의 나이절 호손이었다.
2014년 제19회 엠파이어 시상식까지 총 17명의 배우에게 수여되었으며, 제임스 매커보이와 조니 뎁이 각각 두 번씩 수상했다.

## 수상자
수상자와 수상 작품을 굵은 글씨로 적고 그 밑에 다른 후보를 적는다.

### 1990년대
| 연도       | 배우           | 영화                   | 출처        |
| ---------- | -------------- | ---------------------- | ----------- |
| 1996 (1회) | 나이절 호손    | 《조지 왕의 광기》     | [ 1 ]       |
| 1997 (2회) | 모건 프리먼    | 《세븐》               | [ 2 ]       |
| 1998 (3회) | 케빈 스페이시  | 《LA 컨피덴셜》        | [ 3 ]       |
| 1999 (4회) | 톰 행크스      | 《라이언 일병 구하기》 | [ 4 ] [ 5 ] |
| 1999 (4회) | 제프 브리지스  | 《위대한 레보스키》    | [ 4 ] [ 5 ] |
| 1999 (4회) | 짐 캐리        | 《트루먼 쇼》          | [ 4 ] [ 5 ] |
| 1999 (4회) | 맷 데이먼      | 《굿 윌 헌팅》         | [ 4 ] [ 5 ] |
| 1999 (4회) | 새뮤얼 L. 잭슨 | 《재키 브라운》        | [ 4 ] [ 5 ] |

### 2000년대
| 연도        | 배우                 | 영화                                       | 출처                 |
| ----------- | -------------------- | ------------------------------------------ | -------------------- |
| 2000 (5회)  | 피어스 브로스넌      | 《007 언리미티드》                         | [ 6 ] [ 7 ]          |
| 2000 (5회)  | 브래드 피트          | 《파이트 클럽》                            | [ 6 ] [ 7 ]          |
| 2000 (5회)  | 브루스 윌리스        | 《식스 센스》                              | [ 6 ] [ 7 ]          |
| 2000 (5회)  | 키아누 리브스        | 《매트릭스》                               | [ 6 ] [ 7 ]          |
| 2000 (5회)  | 톰 크루즈            | 《아이즈 와이드 셧》                       | [ 6 ] [ 7 ]          |
| 2001 (6회)  | 러셀 크로            | 《글래디에이터》                           | [ 8 ] [ 9 ]          |
| 2001 (6회)  | 조지 클루니          | 《오! 형제여, 어디에 있는가?》             | [ 8 ] [ 9 ]          |
| 2001 (6회)  | 짐 캐리              | 《그린치》                                 | [ 8 ] [ 9 ]          |
| 2001 (6회)  | 존 큐잭              | 《사랑도 리콜이 되나요》                   | [ 8 ] [ 9 ]          |
| 2001 (6회)  | 케빈 스페이시        | 《아메리칸 뷰티》                          | [ 8 ] [ 9 ]          |
| 2002 (7회)  | 일라이저 우드        | 《반지의 제왕: 반지 원정대》               | [ 10 ] [ 11 ] [ 12 ] |
| 2002 (7회)  | 베니치오 델 토로     | 《트래픽》                                 | [ 10 ] [ 11 ] [ 12 ] |
| 2002 (7회)  | 빌리 밥 손턴         | 《그 남자는 거기 없었다》                  | [ 10 ] [ 11 ] [ 12 ] |
| 2002 (7회)  | 헤일리 조엘 오스먼트 | 《A.I.》                                   | [ 10 ] [ 11 ] [ 12 ] |
| 2002 (7회)  | 비고 모텐슨          | 《반지의 제왕: 반지 원정대》               | [ 10 ] [ 11 ] [ 12 ] |
| 2003 (8회)  | 톰 크루즈            | 《마이너리티 리포트》                      | [ 13 ]               |
| 2003 (8회)  | 콜린 패럴            | 《마이너리티 리포트》                      | [ 13 ]               |
| 2003 (8회)  | 마이크 마이어스      | 《오스틴 파워: 골드멤버》                  | [ 13 ]               |
| 2003 (8회)  | 톰 행크스            | 《로드 투 퍼디션》                         | [ 13 ]               |
| 2003 (8회)  | 비고 모텐슨          | 《반지의 제왕: 두 개의 탑》                | [ 13 ]               |
| 2004 (9회)  | 조니 뎁              | 《캐리비안의 해적: 블랙펄의 저주》         | [ 14 ]               |
| 2004 (9회)  | 대니얼 데이루이스    | 《갱스 오브 뉴욕》                         | [ 14 ]               |
| 2004 (9회)  | 휴 잭맨              | 《엑스맨 2》                               | [ 14 ]               |
| 2004 (9회)  | 숀 애스틴            | 《반지의 제왕: 왕의 귀환》                 | [ 14 ]               |
| 2004 (9회)  | 비고 모텐슨          | 《반지의 제왕: 왕의 귀환》                 | [ 14 ]               |
| 2005 (10회) | 맷 데이먼            | 《본 슈프리머시》                          | [ 15 ]               |
| 2005 (10회) | 짐 캐리              | 《이터널 선샤인》                          | [ 15 ]               |
| 2005 (10회) | 조니 뎁              | 《네버랜드를 찾아서》                      | [ 15 ]               |
| 2005 (10회) | 토비 매과이어        | 《스파이더맨 2》                           | [ 15 ]               |
| 2005 (10회) | 톰 크루즈            | 《콜래트럴》                               | [ 15 ]               |
| 2006 (11회) | 조니 뎁              | 《찰리와 초콜릿 공장》                     | [ 16 ] [ 17 ] [ 18 ] |
| 2006 (11회) | 앤디 서키스          | 《킹콩》                                   | [ 16 ] [ 17 ] [ 18 ] |
| 2006 (11회) | 크리스천 베일        | 《배트맨 비긴즈》                          | [ 16 ] [ 17 ] [ 18 ] |
| 2006 (11회) | 맷 딜런              | 《크래쉬》                                 | [ 16 ] [ 17 ] [ 18 ] |
| 2006 (11회) | 비고 모텐슨          | 《폭력의 역사》                            | [ 16 ] [ 17 ] [ 18 ] |
| 2007 (12회) | 대니얼 크레이그      | 《007 카지노 로얄》                        | [ 19 ]               |
| 2007 (12회) | 크리스천 베일        | 《프레스티지》                             | [ 19 ]               |
| 2007 (12회) | 조니 뎁              | 《캐리비안의 해적: 망자의 함》             | [ 19 ]               |
| 2007 (12회) | 리어나도 디캐프리오  | 《디파티드》                               | [ 19 ]               |
| 2007 (12회) | 사샤 배런 코언       | 《보랏》                                   | [ 19 ]               |
| 2008 (13회) | 제임스 매커보이      | 《어톤먼트》                               | [ 20 ]               |
| 2008 (13회) | 대니얼 래드클리프    | 《해리 포터와 불사조 기사단》              | [ 20 ]               |
| 2008 (13회) | 제라드 버틀러        | 《300》                                    | [ 20 ]               |
| 2008 (13회) | 맷 데이먼            | 《본 얼티메이텀》                          | [ 20 ]               |
| 2008 (13회) | 사이먼 페그          | 《뜨거운 녀석들》                          | [ 20 ]               |
| 2009 (14회) | 크리스천 베일        | 《다크 나이트》                            | [ 21 ]               |
| 2009 (14회) | 대니얼 크레이그      | 《007 퀀텀 오브 솔러스》                   | [ 21 ]               |
| 2009 (14회) | 대니얼 데이루이스    | 《데어 윌 비 블러드》                      | [ 21 ]               |
| 2009 (14회) | 조니 뎁              | 《스위니 토드: 어느 잔혹한 이발사 이야기》 | [ 21 ]               |
| 2009 (14회) | 로버트 다우니 주니어 | 《아이언맨》                               | [ 21 ]               |

### 2010년대
| 연도        | 배우                 | 영화                               | 출처          |
| ----------- | -------------------- | ---------------------------------- | ------------- |
| 2010 (15회) | 크리스토프 발츠      | 《바스터즈: 거친 녀석들》          | [ 22 ] [ 23 ] |
| 2010 (15회) | 마이클 케인          | 《해리 브라운》                    | [ 22 ] [ 23 ] |
| 2010 (15회) | 로버트 다우니 주니어 | 《셜록 홈즈》                      | [ 22 ] [ 23 ] |
| 2010 (15회) | 로버트 패틴슨        | 《뉴문》                           | [ 22 ] [ 23 ] |
| 2010 (15회) | 샘 워딩턴            | 《아바타》                         | [ 22 ] [ 23 ] |
| 2011 (16회) | 콜린 퍼스            | 《킹스 스피치》                    | [ 24 ] [ 25 ] |
| 2011 (16회) | 에런 테일러존슨      | 《킥 애스: 영웅의 탄생》           | [ 24 ] [ 25 ] |
| 2011 (16회) | 제임스 프랭코        | 《127 시간》                       | [ 24 ] [ 25 ] |
| 2011 (16회) | 제시 아이젠버그      | 《소셜 네트워크》                  | [ 24 ] [ 25 ] |
| 2011 (16회) | 리어나도 디캐프리오  | 《[인셉션]]》                      | [ 24 ] [ 25 ] |
| 2012 (17회) | 게리 올드먼          | 《팅커 테일러 솔저 스파이》        | [ 26 ]        |
| 2012 (17회) | 앤디 서키스          | 《혹성탈출: 진화의 시작》          | [ 26 ]        |
| 2012 (17회) | 대니얼 크레이그      | 《밀레니엄: 여자를 증오한 남자들》 | [ 26 ]        |
| 2012 (17회) | 대니얼 래드클리프    | 《해리 포터와 죽음의 성물 2부》    | [ 26 ]        |
| 2012 (17회) | 라이언 고즐링        | 《드라이브》                       | [ 26 ]        |
| 2013 (18회) | 마틴 프리먼          | 《호빗: 뜻밖의 여정》              | [ 27 ]        |
| 2013 (18회) | 크리스토프 발츠      | 《장고: 분노의 추적자》            | [ 27 ]        |
| 2013 (18회) | 대니얼 크레이그      | 《007 스카이폴》                   | [ 27 ]        |
| 2013 (18회) | 대니얼 데이루이스    | 《링컨》                           | [ 27 ]        |
| 2013 (18회) | 로버트 다우니 주니어 | 《어벤져스》                       | [ 27 ]        |
| 2014 (19회) | 제임스 매커보이      | 《필스》                           | [ 28 ]        |
| 2014 (19회) | 추이텔 에지오포      | 《노예 12년》                      | [ 28 ]        |
| 2014 (19회) | 리어나도 디캐프리오  | 《더 울프 오브 월 스트리트》       | [ 28 ]        |
| 2014 (19회) | 마틴 프리먼          | 《호빗: 스마우그의 폐허》          | [ 28 ]        |
| 2014 (19회) | 톰 행크스            | 《캡틴 필립스》                    | [ 28 ]        |